# Токмак
Токма́к (до 1962 — Великий Токмак) — місто в Україні,  адміністративний центр Токмацької міської громади Пологівського району Запорізької області. Колишній центр Мелітопольського повіту Таврійської губернії, до 17 липня 2020 року — адміністративний центр ліквідованого Токмацького району. 

## Географія
Місто Токмак розташоване за 102 км від обласного центру, через автошляхи Н30 та М18E105, та 74 км від районного центру, на березі річки Токмак.

## Назва
Назва походить від українського "товкмачити" або "токмачити". Слово "токмак" зустрічається в Букварі 1691 року Каріона Істомина, де означає те саме що "товкачка". Вірогідно що назва міста походить від слова "товкмак", яке означає просту зброю ударно-роздрібнюючої дії, яку також називають кий чи невелика булава. Товкмак використовували і козаки, є наприклад гравюра Крістофера Вайгеля, де зображено козака з токмаком.   

## Історія

### Стародавні часи
Території навколо теперішнього Токмаку були заселені ще з доби неоліту. Про це свідчать розкопки декількох поселень та курганів поблизу міста, де знайдені поховання епохи бронзи (III—I тисячоріччя до н. е.), скіфів (IV ст. до н. е.), сарматів (III—II століть до н. е.) і кочівників (X—XII століть до н. е.).

### Заснування
Інтенсивне заселення краю почалося після 1791 року, коли на березі річки Токмак поселилося кілька родин нащадків запорозьких козаків і державних селян з Полтавщини. Токмак швидко зростав, цьому сприяв торговельний шлях, який проходив через місто Токмак — Старий чумацький шлях. Поселення одержало назву Великий Токмак від назви річки (біля неї серед буйного різнотрав'я у свій час татари випасали коней; звідси й татарська назва річки — Токмак — ситий, нагодований).

### Царат

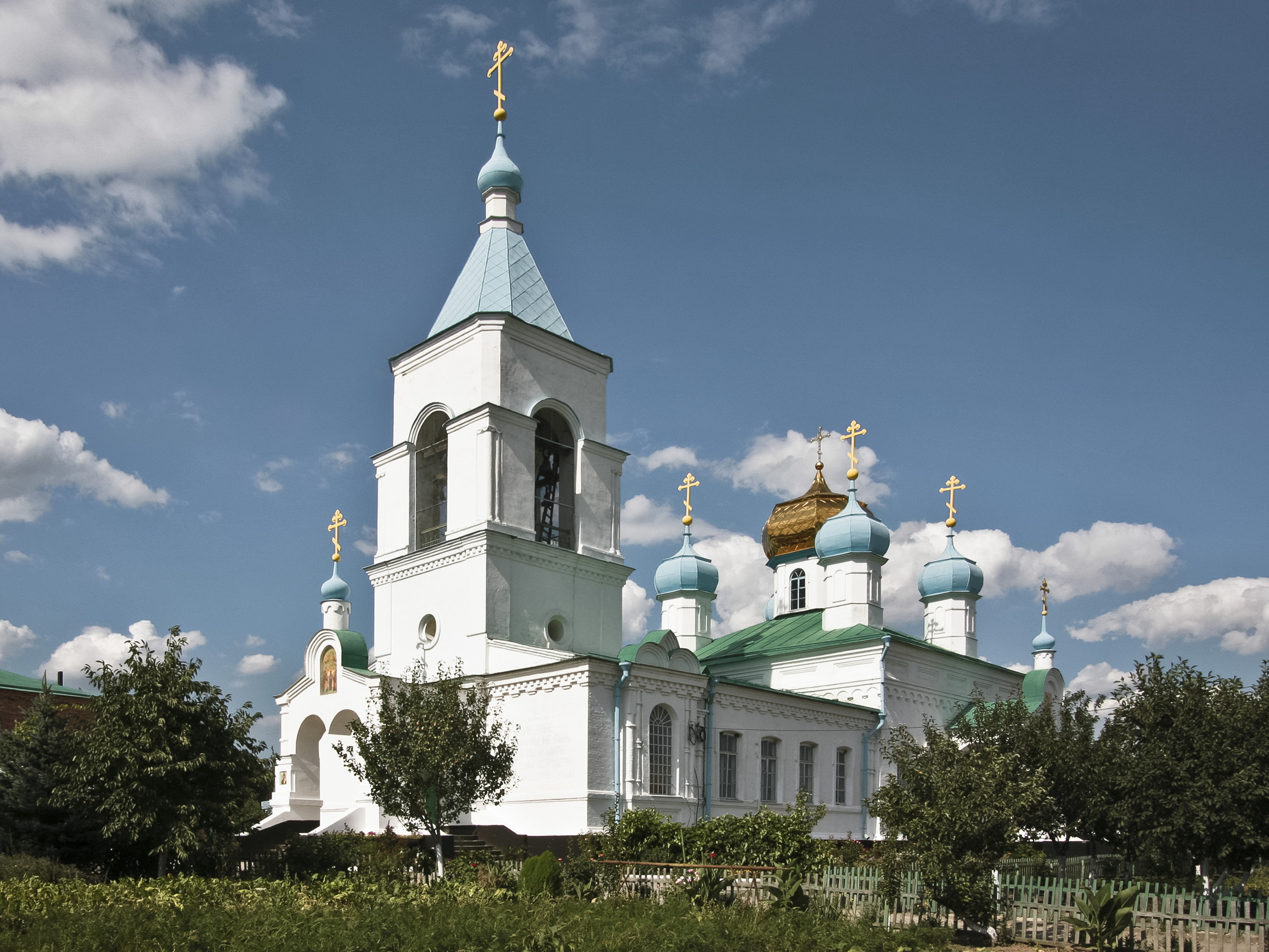
Вознесенська церква

Під час Кримської війни у селі розташовувався військовий шпиталь, у 1854—1856 роках було поховано 281 воїна, що померлі від ран та хвороб.
У 1861 році поселення увійшло до складу Бердянського повіту Таврійської губернії. Його жителі займалися землеробством, скотарством, торгівлею та ремеслами. Товари реалізовувалися на весняному (9 травня) та осінньому (1 жовтня) ярмарках, куди прибували купці з Москви, Курська, Бердянська.
Уже на початку XX століття на дев'ятьох токмацьких підприємствах налічувалося близько однієї тисячі робітників. Найбільшими з них були заводи з виробництва сільськогосподарських машин, засновані у 1882 році І. І. Фуксом і в 1885 році — І. В. Клейнером.
Подальшому економічному розвиткові сприяло будівництво під'їзних колій, які з'єднали містечко зі станцією Пришиб на лінії Харків — Севастополь.
Напередодні Першої світової війни місцеві фабриканти й купці побудували залізничну колію Царекостянтинівка — Федорівка, а на ній станцію Великий Токмак, яка сприяла зростанню торгівлі й розвиткові міста загалом.
Почали працювати машинобудівний і чавуноливарний заводи Бергера та Загореліна. Але значна частина населення працюва́ла коло землі́. На той час у Великому Токмаку працювала невелика друкарня, дві фотомайстерні, земська лікарня на 15 ліжок, 5 початкових шкіл. На початку XX сторіття Великий Токмак був одним із найбільших населених пунктів Північної Таврії, де відділення Азово-Донського комерційного банку сприяло ростові експортно — закупівельних операцій хліба, товариство «Тріумф» почало випускати нафтові двигуни, успішно розвивалося гончарство.

### Радянська влада

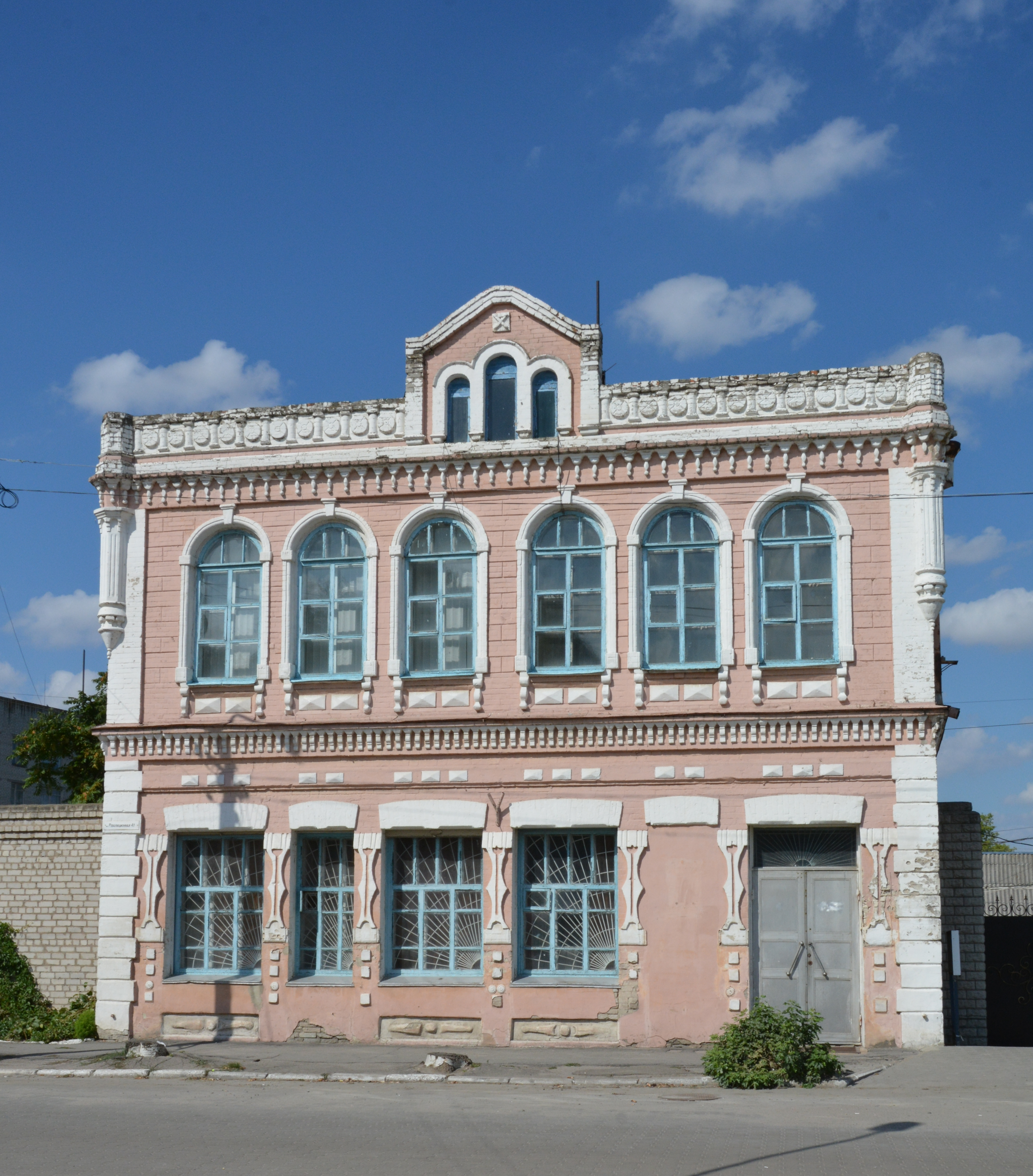
Адміністративний будинок, згодом — відділення КДБ, центр міста

Період радянської окупації почався у 1918 році. З 23 березня 1921 року місто Великий Токмак — адміністративний центр Великотокмацького повіту. Постановою Всеукраїнського Комітету від 7 березня 1923 року було утворено Великотокмацький район із центром у Великому Токмаку, який став селищем міського типу. У ті роки військовим комісаром у Токмаку був Сидір Ковпак, радянський військовий діяч, який у час національно-визвольних змагань в Україні очолював більшовицький диверсійний загін, під час німецько-радянської війни став одним з очільників радянського партизанського руху.
Окрім формування органів адміністративної влади, увага приділялася зокрема промисловості й освіті. У приміщенні, де розташовувався партійний комітет і виконком ради (сучасний будинок швейної фабрики), було відкрито бібліотеку. Виконком організував курси з ліквідації неграмотності. Фахівців різного профілю готували механічний технікум, школа медичних сестер і школа колгоспних бухгалтерів, діяло 8 клубів, 2 кінотеатри, 13 загальноосвітніх шкіл. Почали роботу інфекційні відділення й 2 аптеки.
У 1923—1927 роках завод «Червоний прогрес» випускав серійний триколісний трактор конструкції «Запорожець». За оригінальну конструкцію і його високу продуктивність колектив заводу був нагороджений державним дипломом І ступеня. Це був перший державний завод сільськогосподарських машин. У 1930-ті роки завод випускав 75 % дизельних двигунів малої потужності в СРСР. На ньому почав свою трудову діяльність ще один знаменитий токмачанин Олександр  Івченко — пізніше генеральний конструктор КБ «Прогрес», академік Академії наук України, Герой Соціалістичної Праці, винахідник поршневих, турбореактивних і турбогвинтових двигунів для літаків різних типів.

### Друга світова війна

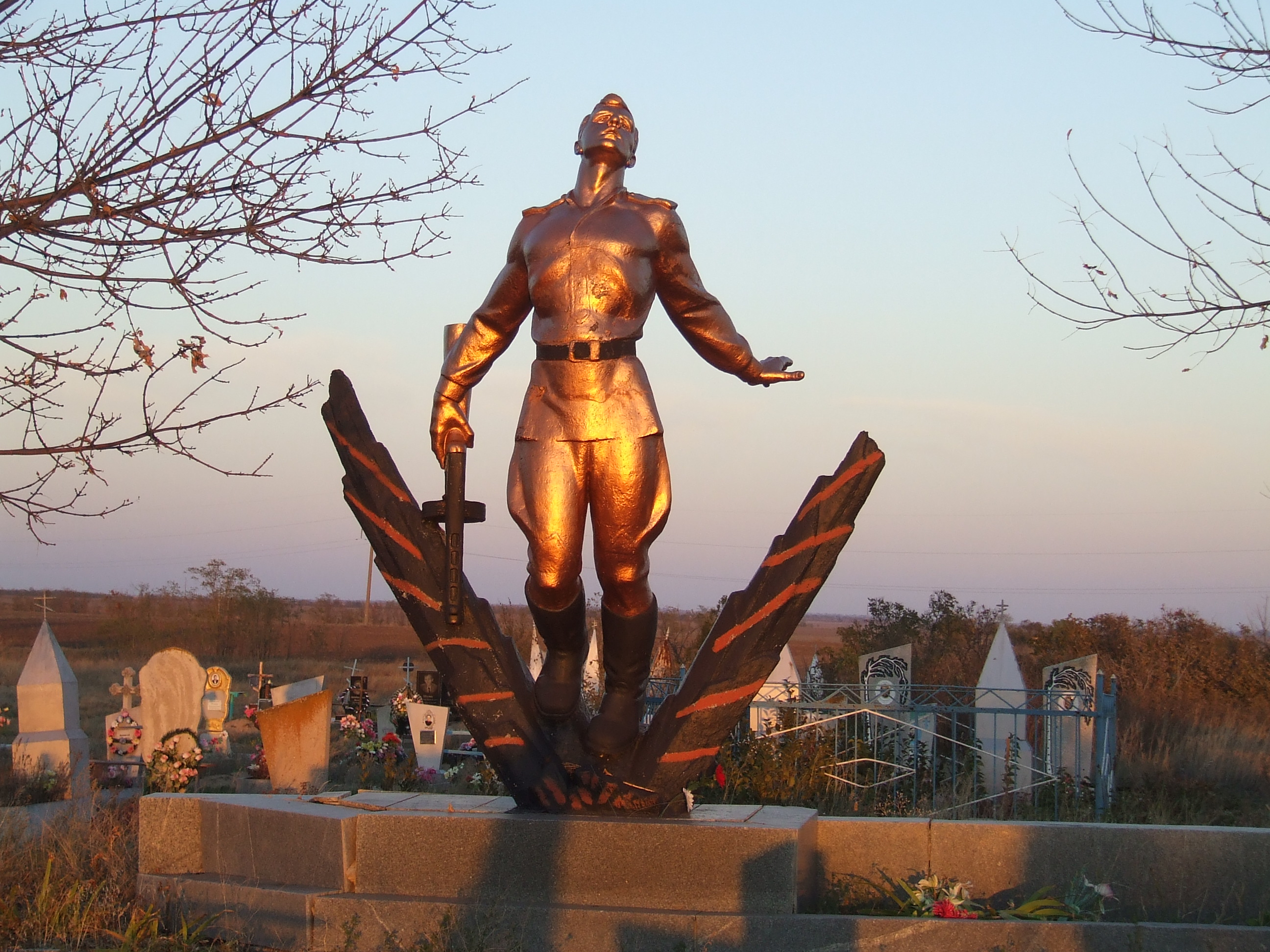
Пам'ятник «Солдат у вибуху»

7 жовтня 1941 року радянські війська полишили Великий Токмак.
Під час окупації у 1941—1943 роках німецькими військами у місті активно діяв радянський партизанський загін під керівництвом В. Г. Акулова й І. К. Щави й підпільна партизанська група, організована Г. Ф. Буркутом, В. В. Веретенніковим і В. О. Федюшиним.
20 вересня 1943 року передові частини 2-ї гвардійської армії звільнили Великий Токмак від військ гітлерівської коаліції.

### Повоєнні роки
30 грудня 1962 року Великий Токмак перейменований в Токмак й отримав статус міста обласного підпорядкування.

### Часи відновленої Незалежності Україні
19 травня 2016 року, на підставі розпорядження голови Запорізької обласної державної адміністрації № 275, перейменовані об'єкти топоніміки міста Токмак.
| Сучасна назва            | Попередня назва      | Дата перейменування |
| ------------------------ | -------------------- | ------------------- |
| вулиця Залізнична        | вулиця Щорса         | 19 травня 2016      |
| вулиця Василя Вишиваного | вулиця Володарського | 19 травня 2016      |
| вулиця Героїв України    | вулиця Жовтнева      | 19 травня 2016      |
| вулиця Перемоги          | вулиця Пролетарська  | 19 травня 2016      |
| вулиця Центральна        | вулиця Революційна   | 19 травня 2016      |

12 червня 2020 року, відповідно до розпорядження Кабінету Міністрів України № 713-р «Про визначення адміністративних центрів та затвердження територій територіальних громад Запорізької області», місто набуло статусу адміністративного центру Токмацької міської громади.
17 липня 2020 року, в результаті адміністративно-територіальної реформи та ліквідації Токмацького району, місто увійшло до складу Пологівського району.

### Російсько-українська війна
26 лютого 2022 року на територію Токмацької міської громади прорвалися російські танки, попри спротив українських захисників. З 27 лютого 2022 року точилися бойові дії з російським агресором. Проти ночі з 27 на 28 лютого 2022 року, як повідомляють засоби масової інформації, російські диверсанти, які перебували в складі диверсійно-розвідувальних груп на території України та попередньо викрали на одному з військових складів військову форму Збройних сил України, вступили в бій з українськими військовими. За повідомленням Запорізької ОДА, внаслідок протистояння противник втратив велику кількість особового складу та відступив до південної околиці міста Токмак.
1 березня 2022 року Міноборони РФ оприлюднило, що місто було захоплене російськими військами. 2 березня 2022 року заступник міського голови Володимир Харлов повідомив, що ситуація у місті надзвичайно складна, місто оточене російськими військами, були серйозні бої з використанням артилерії, танків та іншої зброї, є вбиті серед українських військових, мирних жителів та окупаційних військ, однак міська влада залишається у місті, на контакт з окупантами не йде та займається вирішенням нагальних потреб та забезпеченням роботи критичної інфраструктури. Відсутність  світла, тепла, води та зв’язку у перші тижні окупації, постійна присутність ворожої техніки та військових не зупинили людей у протистоянні ворогу. Три березневих тижні жителі Токмака збиралися на мирні акції протесту проти окупації російських окупантів. З того часу Токмак перебуває під російською окупацією. Місцеві мешканці регулярно проводять мирні акції на підтримку цілісности України.
5 квітня 2022 року стало відомо, що російські військові мали наміри провести «референдум», очільники Запорізької області звернулися до громадян з повідомленням, що такі дії не матимуть законної сили.
7 травня 2022 року стало відомо про раптову смерть міського голови окупованого Токмака (з 2009 року) Ігоря Котелевського, який відмовився співпрацювати з окупантами. Причини смерті Ігоря Котелевського невідомі, однак «Укрінформ» зазначив, що, за неофіційною версією, ймовірно, він скоїв самогубство.
Російські окупанти постійно тиснуть на мешканців міста. Натомість почалося нав'язування ідей «рускава міра»: приїзд одіозної рашистки Чичеріної, акція безсмертний полк. З'явилися й колоборанти з місцевого населення, хто став на бік окупантів.
21 квітня 2022 року одіозна російська пропагандистка та співачка Юлія Чичеріна, перебуваючи в окупованому Токмаку взяла участь в запаленні вічного вогню біля меморіалу загиблих учасників Другої світової війни.
22 червня 2022 року російські окупанти остаточно демонтували та викрали найбільшу в Україні сонячну електростанцію під Токмаком. Сонячні панелі розбирали, пакували та вивозили окупанти впродовж тривалого часу. Сонячна електростанція «Tokmak Solar Energy» біля Токмака — була найбільшою сонячною електростанцією в Україні. Її потужність станції складала 50 МВт, загальною площею — 96 га — це близько 100 футбольних полів. 
27 червня 2022 року співвласник СЕС Олександр Рєпкін повідомив, що станція, яка розташована біля міста та колишнього військового аеродрому, деякий час була на лінії вогню, працює, хоча й зазнала значних, а саме частково зруйнована через обстріли з «Градів» та іншої зброї.
|  | Демонтувати таку станцію непросто. Для цього потрібні не дні, а тижні. Не менш складне завдання транспортування панелей. Потрібне спеціальне обладнання для перевезення. Панелі не можна просто скласти до купи у вантажівки — аналітик Української асоціації відновлюваної енергетики Олександр Донченко. |

11 липня 2022 року Збройні сили України завдали ударів по військовій базі окупантів у Токмаку. Після декілька влучень у район військової частини та складів відбулася детонація боєприпасів.

## Населення

### Чисельність населення
| 1959   | 1979   | 1989   | 2001   | 2021   |
| ------ | ------ | ------ | ------ | ------ |
| 28 575 | 42 178 | 45 112 | 36 275 | 30 132 |

Чисельність населення міста Токмак та Токмацького району — 65,25 тис. осіб (м. Токмак — 36,76 тис. осіб, Токмацький район — 28,49 тис. осіб).

### Національний склад
Розподіл населення за національністю за даними перепису 2001 року:
| Національність  | Відсоток |
| --------------- | -------- |
| українці        | 81.41%   |
| росіяни         | 16.60%   |
| білоруси        | 0.47%    |
| болгари         | 0.34%    |
| вірмени         | 0.17%    |
| євреї           | 0.14%    |
| німці           | 0.13%    |
| інші/не вказали | 0.74%    |

### Мова
Розподіл населення за рідною мовою за даними перепису 2001 року:
| Мова            | Кількість | Відсоток |
| --------------- | --------- | -------- |
| українська      | 25825     | 70.25%   |
| російська       | 10788     | 29.35%   |
| вірменська      | 34        | 0.09%    |
| білоруська      | 32        | 0.09%    |
| румунська       | 6         | 0.02%    |
| інші/не вказали | 75        | 0.20%    |
| Усього          | 36760     | 100%     |

## Найбільші підприємства міста
- ВАТ «Південдизельмаш» (Дизелебудівний завод) — в стадії ліквідації
- ЗАТ «Токмак-Агро»
- ПАТ «Токмацький ковальсько-штампувальний завод» (ТКШЗ).
- Токмацький завод будівельних матеріалів «Стройкераміка».
- ЗАТ "Токмацький завод «Прогрес»"
- ТОВ «Токмацька феросплавна компанія»
- ТОВ «Токмак Солар Енерджі». [Архівовано 3 листопада 2016 у Wayback Machine.]

## Соціально-економічна інформація

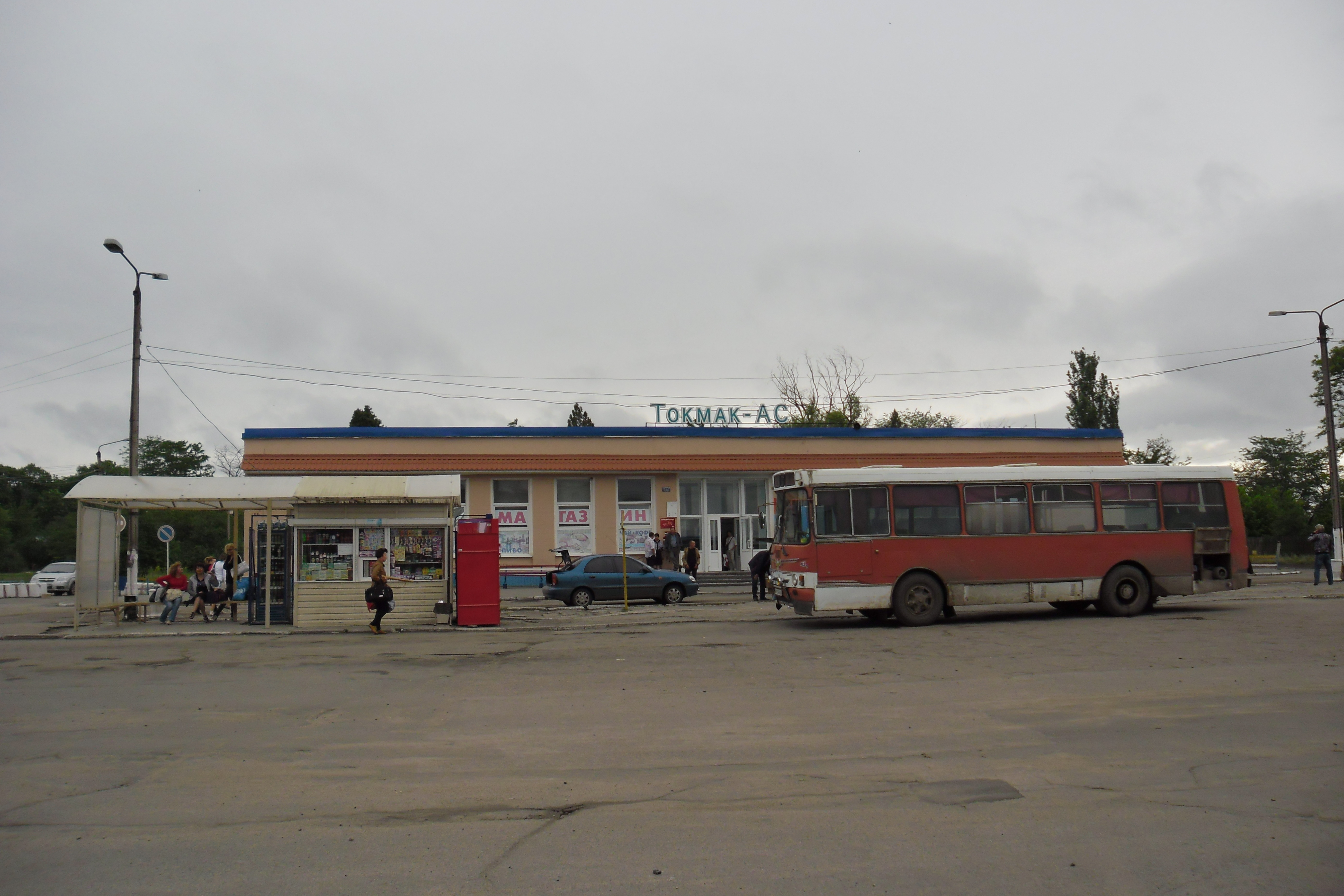
Автовокзал «Токмак»

Загальна площа міста Токмак і Токмацького району становить — 1474,9 км² (м. Токмак — 32,4 км², Токмацький район — 1442,5 км²).

Район автовокзалу (2018)

Місто Токмак перебуває на перехресті автомобільних доріг державного значення: Василівка — Токмак — Бердянськ Н30; Дніпро — Синельникове — Покровське — Пологи — Токмак — Мелітополь Р85 і Павлоград — Васильківка — Оріхів — Токмак Т 0408.

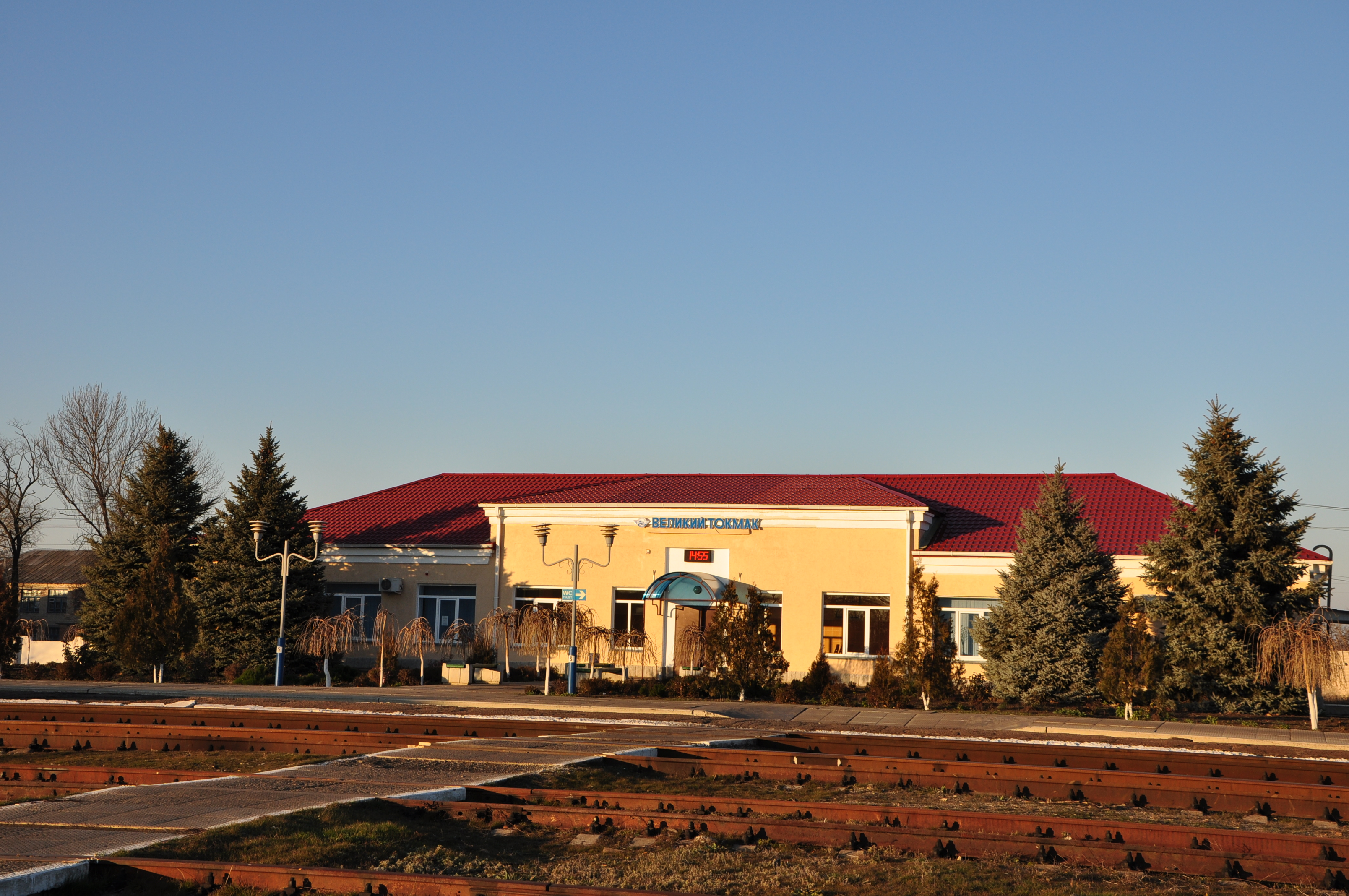
Вокзал станції Великий Токмак

У місті діє залізнична станція Великий Токмак Запорізької дирекції Придніпровської залізниці на лінії Федорівка — Верхній Токмак II — Волноваха.
5 вересня 2002 року місто Токмак територіально поділене на 8 мікрорайонів: «Короленко», «Калінінський», «Лівий Берег», «Рижок», «Залізничний», «Ахраміївка», «Ковальський», «Центральний». На території Токмацької громади функціонує 12 сільських рад.
25 квітня 2018 року у Токмаку відкрито найпотужнішу в Україні сонячну електростанцію «Токмак Солар Енерджі». 160 000 сонячних модулів розташовані на площі 96 га. Потужність електростанції — 50 МВт. При будівництві станції було використано 1000 тонн алюмінієвих конструкцій та 1500 тонн конструкцій з металу. Загальний обсяг інвестицій в проект склав 45 млн євро, термін окупності — 5 років. Планується збудувати другу чергу електростанції і повністю завершити проект планують в грудні 2018 року. Відповідно до Державної програми до 2035 року 25 % енергетичних потужностей України повинні складати відновлювані джерела енергії.

## Культура

Пам'ятник Богданові Хмельницькому

Як і всі міста області, Токмак живе повнокровним культурним життям. У ньому діють міський будинок культури, міський краєзнавчий музей, громадський народний музей ВАТ «Півддизельмаш», три публічні бібліотеки, дитяча музична й художня школи.
У міському Будинку культури діє 21 колектив художньої самодіяльності, 6 клубних формувань із числом учасників понад 300 людей.
Звання «народний» мають хор української пісні «Таврійські зірки», фольклорний колектив «Веселка», колектив естрадного танцю «Аеліта». Дитячий колектив естрадного танцю «Динозаврик» має звання «зразковий». Роботи самодіяльних майстрів декоративно-ужиткового мистецтва — вишивальниць В. М. Мелай, З. П. Федан, лозоплетіння — В. Д. Олизько демонструвалися на виставках у містах Запоріжжя та Києві.
Книжковий фонд бібліотек централізованої системи нараховує 112700 екземплярів, щорічно бібліотеки обслуговують понад 42 тис. читачів, книговидача становить 140830 екземплярів книг, в бібліотеках міста працюють Інтернет-центри для читачів з безкоштовним доступом до Інтернету, пункти доступу громадян до офіційної інформації про органи державної влади. У міському краєзнавчому музеї зберігається 17307 експонатів, у державному музеї — 8485 експонатів. У місті налічується 47 пам'яток історії й мистецтва. Контингент початкових спеціалізованих художніх навчальних закладів, до яких відноситься дитяча музична й художня школи, налічує понад 340 учнів. Робота педагогічних колективів націлена на розвиток здібностей, талантів дітей, задоволення їх інтересів і духовних запитів і потреб у професійнім визначенні. Гордістю шкіл естетичного виховання й міста є інструментальний ансамбль викладачів під керівництвом І. Лобуря, вокальний ансамбль викладачів музичних шкіл Токмака й Молочанська (керівник Сергій Локотков), естрадний ансамбль учнів (керівник В. В. Крутько), танцювальний ансамбль «Екіпаж» лауреат обласних конкурсів. Найкращі учні як художньої, так і музичної шкіл — лауреати, дипломанти й учасники обласних, регіональних конкурсів і фестивалів.
На території міста друкуються три газети, працює місцеве радіомовлення, які всебічно висвітлюють життя міста, проблеми й досягнення його жителів.
У 2012 році відкрито етнографічний комплекс «Український двір XIX століття» з культурно-розважальним парком: кузнею, ставком і млином на ньому, церквою, музеєм побуту XIX століття, сіновалом.

## Відомі особи
- Вожик Юлій Григорович (* 1940) — фахівець в галузі застосування стисненого повітря, доктор технічних наук.
- Георгій Андрійович Красуля (1929—1996) — соліст Національної опери України імені Т. Г. Шевченка, заслужений артист України (1974)
- Костянтин Миколайович Гаврик (1978—2019) — сержант Збройних сил України, учасник російсько-української війни[29][30].
- Петро Савич Єфименко — історик, етнограф.
- Карпов Олександр Олександрович (1999—2023) — старший солдат Збройних сил України, учасник російсько-української війни.
- Павло Миколайович Левчук (1988—2014) — український політолог, викладач, учасник російсько-української війни.
- Григорій Герасимович Чечет — конструктор літальних апаратів.
- Григорій Сардак — український хірург, піонер судинної хірургії.
- Іван Наумович Ковтуненко — козак 4-ї Київської дивізії Армії УНР, Герой Другого Зимового походу.
- Дмитро Дзюба — український музикант-мультиінструменталіст.
- Марко Данилович Безручко — військовий діяч, генерал-хорунжий Армії УНР.
- Олександр Георгійович Івченко — радянський авіаконструктор, керівник розробки поршневих, пізніше турбореактивних двигунів для багатьох типів літаків.
- Василь Семенович Денисенко — історик та етнограф, належав до наукової школи М. С. Грушевського.
- Василь Васильович Биченко (1911—1990) — мінер, орденоносець німецько-радянської війни, нагороджений орденами Великої вітчизняної війни II ступенів, Слави III ступеню, бойовими медалями.
- Удод, Ярослав Віталійович — український шахіст, чемпіон Запорізької області.
- Олександр Анатолійович Шелепаєв — сержант Збройних сил України, учасник російсько-української війни.
- Павло Іванович Матюх (1911—1980) — Герой Радянського Союзу, учасник німецько-радянської війни.
- Максим Васильович Шумак (1991—2016) — солдат Збройних сил України, учасник російсько-української війни.
- Радомський Олександр Максимович (1887—1938) — в Великий Токмак родина Радомських переїхала у кінці 19 століття з Курської губернії, член Української Центральної Ради як обраний до Всеросійських Установчих Зборів від Катеринославської губернії. Працював вчителем, член агітсекції Запорізької «Просвіти», Закінчив Переяславську учительську семінарію, що в Полтаві. Був слухачем Петербурзького університету.  Під наглядом поліції з 1913 року. Український есер. Розстріляний чекістами[31].
- Яків Костянтинович Очкаленко (1951—2021) — футбольний тренер та функціонер.
- Сергій Альошечкін (* 1974) — український кінорежисер, сценарист, кінооператор.